# Wilhelm Olsen
Wilhelm Alexander Olsen (ur. 12 maja 1891 w Oslo, zm. 6 kwietnia 1971 tamże) – norweski zapaśnik walczący w stylu klasycznym. Olimpijczyk ze Antwerpii 1920, gdzie odpadł w pierwszej rundzie w wadze piórkowej do 60 kg.

## Letnie Igrzyska Olimpijskie 1920
| Konkurencja                   | Runda grupowa         | Klas. końcowa  |
| Konkurencja                   | Przeciwnik I          | Miejsce        |
| ----------------------------- | --------------------- | -------------- |
| styl klasyczny, waga piórkowa | Eduard Pütsep (EST) P | pierwsza runda |